# Kokiri Tramway
Die Kokiri Tramway war eine mindestens von 1895 bis 1902 betriebene Waldbahn mit einer Spurweite von 3 Fuß 6 Zoll (1067 mm) bei Kokiri am Arnold River im Westen von Neuseelands Südinsel.

## Geschichte
William James Butler (* 18. März 1858 in Leamington, Warwickshire, England) und sein Bruder Joseph Butler (* 1. März 1862 in Leamington) hatten 1892 so viel Geld angespart, dass sie sich ein großes Sägewerk in Kokiri kaufen konnten, dessen dort gesägtes Holz sie nach Australien exportierten. Sie waren Pioniere beim Einsatz einer dampfbetriebenen Seilwinde in Neuseeland, und verwendeten bereits 1895 eine Dampflokomotive auf hölzernen Schienen. Der Einsatz der dampfbetriebenen Seilwinde führte zu einer hohen Wirtschaftlichkeit beim Rücken von schweren Stämmen aus dem Busch. Die Seilwinde war so kraftvoll, dass Holz, das einst im Busch zurückgelassen werden musste, mit wenig Mühe herausgeholt wurde.
Ihr weithin bekanntes Sägewerk war eines der größten in Westland und gehörte zu den führenden Sägewerksbetrieben auf der Südinsel. Es war mit aus England und Amerika importierten Maschinen modern ausgestattet, so dass es in der Lage war, 95 Festmeter (40.000 super feet) Holz pro Woche zu produzieren. Das Sägewerk wurde um 1906 in Vollzeit betrieben, um einen regen Handel in Neuseeland und Australien zu ermöglichen. In den Schwesterkolonien war der Name Butler Brothers in dieser Zeit allen Nutzern neuseeländischer Hölzer bekannt. Der Busch der Firma in Westland bedeckte eine Fläche von 800 Hektar (2000 Acres) und bestand hauptsächlich aus Rimu-Harzeiben, Neuseeländischen Warzeneiben und Steineibengewächsen. Sie lieferten Manoao-Colensoi-Holz in großen Mengen direkt nach Melbourne, wo sie für die Herstellung von Butterkästen verwendet wurde.
Auf Anraten eines Regierungsexperten exportierte das Unternehmen zusammen mit anderen Händlern große Mengen Holz nach London, aber die Ergebnisse waren entmutigend. Zwischen dreißig und vierzig Mitarbeiter waren in Verbindung mit dem Sägewerk der Butler Brothers beschäftigt, die sich an der Westküste auch einen guten Ruf als Brückenbauer erworben hatten. Die Brüder verkauften ihr Kokiri-Sägewerk 1902 und konzentrierten sich anschließend auf ein neues Geschäft, das sie als White Pine Company of New Zealand in Naumai am Wairoa River in Northland gegründet hatten, um Kauri und Kahikatea nach Australien zu exportierten.